# Jamie Jones
Jamie Jones (Neath, Wales, 14 februari 1988) is een professioneel snookerspeler uit Wales. 
In 2012 bereikte hij de kwartfinale van het wereldkampioenschap. Op de Australian Open 2015 en het Scottish Open 2020 behaalde Jones de halvefinale. Een kwartfinale speelde hij op het UK Championship 2016. Jones maakte in 2018 een 147 op de Paul Hunter Classic.

## Belangrijkste resultaten

### Wereldkampioenschap
Hoofdtoernooi (laatste 32 of beter):
| #  | Seizoen   | Editie  | Prestatie   | Extra                               |
| -- | --------- | ------- | ----------- | ----------------------------------- |
| 1. | 2011/2012 | WK 2012 | Kwartfinale | Verloor met 13-11 van Ali Carter    |
| 2. | 2014/2015 | WK 2015 | Laatste 32  | Verloor met 10-2 van Neil Robertson |
| 3. | 2017/2018 | WK 2018 | Laatste 16  | Verloor met 13-5 van Kyren Wilson   |
| 4. | 2020/2021 | WK 2021 | Laatste 16  | Verloor met 13-6 van Stuart Bingham |
| 5. | 2021/2022 | WK 2022 | Laatste 32  | Verloor met 10-7 van Mark Selby     |
| 6. | 2023/2024 | WK 2024 | Laatste 32  | Verloor met 10-6 van Tom Ford       |